# Oelingrather Bach
Der Oelingrather Bach ist ein Bach im nördlichen Gebiet von Remscheid und ein rechter Zufluss des Grunder Bachs. 

## Verlauf
Der Oelingrather Bach entspringt am Südrand der Remscheider Ortschaft Oelingrath auf einer Höhe von ungefähr 252 m ü. NHN im  Naturschutzgebiet Oelingrather und Grunder Bachtal. 
Er fließt in südsüdwestlicher Richtung und mündet am Nordrand der Remscheider Ortschaft Grund auf einer Höhe von etwa  216 m ü. NHN von rechts in den Grunder Bach.